# 江利川毅
江利川 毅（えりかわ たけし、1947年4月13日 - ）は日本の官僚。公立大学法人埼玉県立大学理事長。人事院総裁、内閣府事務次官、厚生労働事務次官を歴任。

## 人物
埼玉県立熊谷高等学校を経て、東京大学法学部（法学）卒業。1970年に公害問題を解決したいと思い厚生省に入省。
中曽根内閣時代には内閣官房内閣参事官として国鉄分割民営化の問題などに尽力した。2004年には内閣府事務次官に就任。2007年には、的場順三官房副長官の後任として副長官就任が有力視されたが、一連の年金不祥事に対応するため旧厚生省出身ということもあり他府省の事務次官を務めた後としては異例の人事ではあったが、厚生労働事務次官に就任した。2009年6月に退任。同年11月に人事官及び人事院総裁に就任した。

### 人事院総裁への就任
2009年11月10日、国会同意人事の対象である人事官に江利川を起用する案が鳩山由紀夫内閣から衆参両院に提出され、11月18日に同意された。1952年に入江誠一郎が人事官に就任して以来、人事官は3人のうち1人に法学系の官僚出身者を充てる人事が続いており、江利川は元郵政事務次官の谷公士の後任にあたる。
同内閣の民主党等の与党は野党時代の2007年11月に、元官僚3人の審査会と審議会の委員に起用する人事案に、「官僚OBの指定ポスト化で天下り」という理由で反対し、多数を占める参議院の採決によって不同意にした（詳しくは国会同意人事#不同意となった人事例を参照）。そのような実績と江利川の人事官起用について、民主党は整合性のある説明をしていないと批判を受けた。
なお、野党側の天下り批判に対し、江利川自身は「天下りは公務員を辞めた人が、その省庁の仕事と関連のある企業や団体に再就職すること。人事官は公務員であるため、天下りに該当しない」と反論した。

### 財政難を理由とした公務員給与減額をめぐる対応

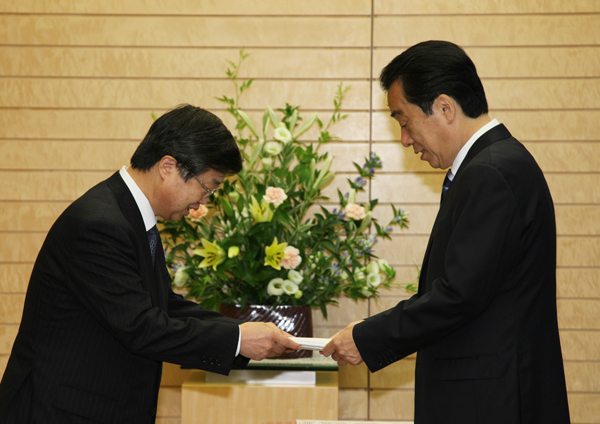
2010年8月10日、内閣総理大臣菅直人への人事院勧告の手交

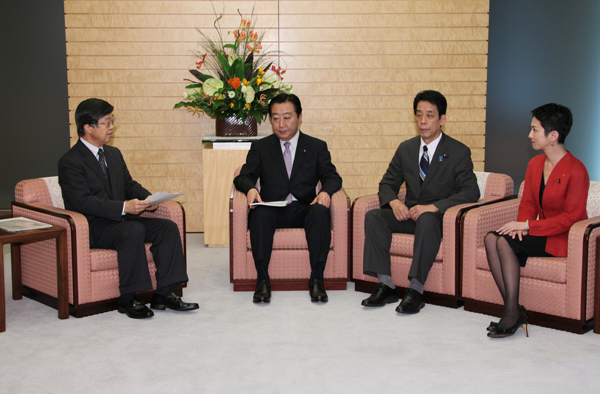
2011年9月30日、人事院勧告の手交時に内閣総理大臣野田佳彦、総務大臣川端達夫、行政刷新担当大臣蓮舫と

2011年3月11日の東日本大震災を受けて菅直人内閣は、財政状況一般と震災復興財源確保を理由に、国家公務員給与の減額措置を閣議決定（一般案件）し、同日中に一般職の給与を、公布の日の属する月の翌々月の初日から2014年3月31日まで平均7.8％減額する「国家公務員の給与の臨時特例に関する法律案」（通称「公務員給与削減法案」。以下、給与臨時特例法案）を閣議決定、第177回国会に提出した。人事院は同日中に、江利川総裁の談話を発表した。この中で江利川は、今回の措置は職員の労働基本権が制約された状況下で人事院の勧告（国公法第28条）によらずに給与を減額するものであり、一部の職員団体は政府案に合意したものの、反対している職員団体があるほか、職員団体に属さない職員も多数いると説明した上で、閣議決定は遺憾であり、国会で慎重な審議がなされることを期待すると表明した。
法案が総務委員会に付託された後、実質的な審議が始まらないまま、9月30日に人事院の給与勧告が行われた。勧告は一般職の月例給を平均0.23％引き下げる内容であった。野田佳彦内閣は同年10月28日の閣議で、給与臨時特例法案の成立を期し、勧告は実施を見送ることを決定した。法案と人勧の関係については、「今般の人事院勧告による給与水準の引下げ幅と比べ、厳しい給与減額支給措置を講じようとするものであり、また、総体的にみれば、その他の人事院勧告の趣旨も内包している」と説明した。この決定を受けて人事院は同日中に再び総裁談話を発表した。談話にて江利川は、「東日本大震災という未曾有の国難に対処するに当たっては、平時とは異なって、内閣及び国会において、大所高所の立場から、財源措置を検討することはあり得る」と財源確保のための給与減額を是認しつつ、「人事院勧告は、給与臨時特例法案と趣旨・目的及び内容を異にし、『内包』されるという関係にはありません」と内閣の説明を批判。国家公務員の労働基本権を制約している「現行の憲法及び国家公務員法の体系の下で人事院勧告を実施しないことは、きわめて遺憾であります」と述べだ。
10月28日の閣議決定に先行して、第179回国会において10月19日から給与臨時特例法案の審議が総務委員会で始まった。江利川は政府特別補佐人として総務、予算委員会等に出席し、勧告の見送りは憲法違反であるとの答弁を繰り返し行った。結局、この国会では勧告や国家公務員制度改革法案の扱いを巡って与野党の交渉が折り合わず、給与臨時特例法案は不成立、継続審議となった。人事院勧告も実施されないまま、12月9日冬のボーナス（期末手当・勤勉手当）の支給をむかえた。ある財務省幹部（匿名）はこの答弁を、民主党内部を分断する巧みな戦術であったと評価した。また元経産官僚で政策コンサルタントの原英史は、人事院勧告無視は憲法違反との主張は全くの間違いで、憲法のどこにもそんなことは書いていないと述べた。
2012年4月7日、任期満了をもって退官した。途中退任した谷公士総裁の後を受けたため、江利川の任期は2年5カ月だった。産経新聞の力武崇樹は、人事官は4年の任期を2、3期務めるのが通例だが、過去9代で人事官を1期で退任した総裁はいないことから、事実上の更迭であると解説している。
2017年4月29日付の春の叙勲で、瑞宝大綬章を受章。

## 略歴
- 1970年（昭和45年）: 厚生省入省
- 1982年（昭和57年）: 厚生省大臣官房総務課長補佐
- 1985年（昭和60年）8月23日: 内閣官房内閣参事官
- 1988年（昭和63年）6月10日: 厚生省年金局資金運用課長
- 1990年（平成2年）6月29日: 厚生省年金局年金課長
- 1991年（平成3年）7月9日: 厚生省薬務局経済課長
- 1993年（平成5年）6月29日: 厚生省保険局企画課長
- 1994年（平成6年）9月2日: 厚生省大臣官房政策課長
- 1996年（平成8年）7月2日: 厚生省大臣官房審議官 内閣官房内閣内政審議室内閣審議官併任
- 2001年（平成13年）1月6日: 内閣府大臣官房長
- 2004年（平成16年）7月1日: 内閣府事務次官
- 2006年（平成18年）7月28日: 退官
- 2007年（平成19年）4月: 日興フィナンシャル・インテリジェンス理事長
- 2007年（平成19年）8月: 厚生労働事務次官
- 2009年（平成21年）6月: 退官
- 2009年（平成21年）11月18日: 人事官（人事院総裁）
- 2012年（平成24年）4月7日: 退官
- 2012年（平成24年）5月7日: 公益財団法人 医療科学研究所 代表理事
- 2014年（平成26年）4月1日: 公立大学法人 埼玉県立大学 理事長
- 2018年 (平成30年) 3月: 公立大学法人 埼玉県立大学理事長 退任